# Destilace
Destilace je metoda oddělování kapalných látek založená na různé těkavosti složek ve vroucí kapalné směsi. Uplatňuje se v chemickém průmyslu například při zpracování ropy či v potravinářském průmyslu při výrobě pálenky — destilátů.
Destilace je čisticí operace, při níž se oddělují dvě nebo více kapalin, které se liší těkavostí. Při zahřátí dvousložkové směsi (nástřiku) na teplotu varu přechází do plynné fáze směs bohatší na těkavější složku. Kondenzací plynné fáze v tepelném výměníku se získá kapalina (destilát) s větším podílem těkavější složky než v původní kapalné směsi. Zbylá kapalná fáze je naopak obohacena o méně těkavou složku a nazývá se destilační zbytek.

## Historie
Destilaci vody popsal již Alexandr Afrodisijský. Destilaci alkoholu popsal například Alkindus. Destilace lihovin se do Evropy dostala přes arabský svět.

## Jednoduchá (prostá) destilace

Schéma laboratorního zapojení diferenciální destilace. 1. topné těleso, 2. destilační baňka (s kulatým dnem), 3. destilační nástavec, 4. teploměr, 5. chladič, 6. vtok chladicí vody, 7. výtok chladicí vody, 8. baňka s destilátem, 9. odvod k vývěvě (při destilaci za sníženého tlaku), 10. alonž, 11. zapnutí/vypnutí ohřevu, 12. nastavení teploty ohřevu, 13. zařízení pro ohřev, 14. vodní (nebo olejová) lázeň, 15. varné těleso (zabraňující vzniku utajeného bodu varu), 16. chlazení destilátu

Dochází k jednorázovému částečnému odpaření kapaliny spojenému s kondenzací získaných par. Tento postup je jednoduchý, ale neumožňuje účinné oddělení jednotlivých složek. Využívá se při dělení látek s vysokým rozdílem bodu varu nebo při hrubém dělení látek.
Jednoduchá diferenciální destilace – přetržitá operace prováděná v laboratoři i v provozu. Diferenciální proto, že se neustále liší koncentrace destilátu, destilačního zbytku i teplota destilace.
Princip: Destilační kotel se naplní surovinou o určitém složení a zahřeje se na danou teplotu varu. Kotel je zahříván parou v duplikátoru, páry odcházejí z kotle potrubím do výměníku tepla, kde kondenzují. Vzniklý destilát se odvádí do předlohy.
Jednoduchá rovnovážná destilace – nepřetržitá operace, v níž složení par destilátu i kapalného zbytku jsou konstantní a zařízení je v ustáleném stavu.
Princip: Surovina (nástřik) je nepřetržitě přiváděna do kotle, kde se zahřívá na teplotu vyšší, než je její bod varu, čímž se rozpadá na páry destilátu a kapalný zbytek v oddělovači. Páry destilátu se kondenzují, chladí na okolní teplotu ve výměníku a vzniklý destilát se nepřetržitě odvádí, stejně tak i zbytek.

## Rektifikace
Dochází při ní k účinnějšímu rozdělení směsi kapalin než při destilaci. Rektifikaci si lze představit jako sériové zapojení mnoha jednotlivých destilačních stupňů nad sebou. Těkavější složky se v rektifikační koloně odpařují na více místech a méně těkavé na více místech kondenzují. Teplota na dně kolony, v tzv. ochuzovací části (pod nástřikem), je maximální, protože je zde látka s vysokým bodem varu. Naproti tomu teplota v hlavě kolony, v tzv. obohacovací části (nad nástřikem), je minimální, neboť se zde nachází látka s nízkým bodem varu.
Vsádková rektifikace – obdoba diferenciální destilace s lepším rozdělením směsi.
Princip: Surovina v kotli se zahřeje a páry prostupují rektifikační kolonou, kde jsou obohaceny na těkavější složky a zkondenzovány v chladiči na destilát. Část destilátu se vrací do vrchu jako zpětný tok, tj. kapalina, která je v koloně ochuzována o těkavější složky a po průchodu kolonou teče zpět do kotle. Po odpaření části vsádky se zbytek vypustí a proces opakuje s novou vsádkou.
Rovnovážná rektifikace – obdoba rovnovážné destilace s lepším rozdělením směsi.
Princip: Nástřik se přivádí nepřetržitě do rektifikační kolony. Zároveň se z ní vrchem odvádí směs těkavějších složek, která kondenzuje v chladiči na destilát. Část destilátu se vrací do vrchu kolony jako zpětný tok, tj. kapalina, která je v koloně ochuzována o těkavější složky a teče zpět do kotle. V koloně se ustaví ustálený stav, charakterizovaný vzrůstajícím podílem těkavější složky směrem k horní části kolony.

### Druhy rektifikačních kolon
Patrová
Válcová nádoba s řadou pater, jejichž provedení je různé (přepadová, kloboučková patra atd.). Patra slouží k zadržení kapaliny a k zvýšení stykové plochy mezi kapalinou a parou, kde probíhá vlastní dělení směsi.
Náplňová
Funkce obdobná jako u patrových, ale místo pater je zde náplň z Raschingových, Leasingových kroužků atp., uložená na roštech. Části ochuzovací a obohacovací jsou od sebe odděleny, po náplni stéká kapalina proti párám, které stoupají vzhůru.
Filmová
Obdoba odparky s kapalinovým filmem. Nástřik se přivádí na rotující kotouč, který jej rozstříkne na stěnu pláště, kde se pomocí rotujících stíracích lopatek vytvoří rovnoměrný kapalinový film. Vzniklé páry se stékají s kapalinovým filmem, který se obohacuje o méně prchavou látku a odtéká jako destilační zbytek.

## Destilace s vodní parou
Destilace prováděná za současného prohánění vodní páry destilovanou směsí. Tato pára je vyvíjená v oddělené nádobě. Směs látek s vodní parou má nižší bod varu a proto se destilací s vodní parou často čistí labilní látky s vysokou teplotou varu, které se nemísí s vodou, což je zase výhodné pro jejich oddělení od vody po kondenzaci par.

## Vakuová destilace
Destilace za sníženého tlaku (vakuová destilace) se používá k destilaci látek tepelně labilních, které by se při destilaci za normálního tlaku rozkládaly. Také se používá pro dělení látek o vysokém bodu varu aby je vůbec bylo možné předestilovat, a látek s malým rozdílem teplot varu, protože s klesajícím tlakem se tento rozdíl zvyšuje a separace je účinnější.
Teploty varu se sníží snížením tlaku, při destilaci ropy se používá pro výrobu:
- Oleje (lehký, střední, těžký)
  - použití: mazadla, vazelína, ochrana kovu
  - výroba: parafín, pasty, leštidla, laky, krémy na boty
- Asfaltu
  - použití: úprava vozovek, stavebnictví, izolace proti vlhkosti („lepenka“)

## Molekulární destilace
Probíhá při extrémně nízkém tlaku (1-0,001 mbar). Vzdálenost mezi povrchem destilované látky a chladičem musí být velmi malá. Umožňuje destilovat látky, které snadno podléhají teplotnímu rozkladu.

## Tlaková destilace
Používá se k destilaci látek s nízkou teplotou varu, které se za normálního tlaku vyskytují jako plyny. S tím souvisí i zvyšování tlaku, při kterém destilace probíhá. Zvláště zajímavé úkazy se objevují při přiblížení ke kritickému bodu kapalné směsi. Jedním z důsledků je růst počtu teoretických pater kolony do nekonečna.